# Omroep Universele Moslim Associatie
De Omroep Universele Moslim Associatie (OUMA) was een Nederlandse kandidaat publieke omroep op islamitische grondslag.
De OUMA werd opgericht als samenwerking tussen de Stichting Moslim Omroep Nederland (SMON) en de stichting OUMA (die uit de Academica Islamica voortkomt). De SMON kreeg eind 2009 een licentie als 2.42-omroep toegewezen. De SMON kreeg hierbij de voorkeur boven de Stichting Moslimomroep (SMO) en de Stichting Verenigde Moslimomroep (VMO). Bij de SMON was ondertussen ook Mohammed Cheppih van de Academica Islamica betrokken geraakt. De uitzendlicentie zou ingaan per 1 september 2010 en bevat 58 uur televisie en 175 uur radio per jaar.
Aanleiding voor het opnieuw toewijzen van de licentie was de ruzie tussen de Nederlandse Moslim Omroep en de Nederlandse Islamitische Omroep, die samen via de overkoepelende stichting Verzorging Islamitische Zendtijd (SVIZ) de uitzendingen verzorgden en financiële problemen bij de NMO. De NMO ging failliet en de NIO verzorgde tot en met augustus 2010 de uitzendingen.
In juli 2010 viel de samenwerking tussen SMON en Academica Islamica uiteen toen de Academica Islamica van Cheppih zich terugtrok uit de omroep. Aanleidingen hiervoor waren de aanstelling van interim-directeur Maurice Koopman (jaarsalaris 85.000 euro voor anderhalve dag per week) en de benoeming van een penningmeester die beiden voor de oude moslim omroepen actief geweest waren. Volgens Cheppih zouden er geen personen van de oude omroepen bij OUMA betrokken worden. SMON directeur Radi Suudi vond de ervaring van Koopman doorslaggevend. Door de breuk trok het Commissariaat voor de Media de licentie van de SMON in, nog voordat de eerste uitzending plaatsvond. Het commissariaat gaat de oude aanvragen opnieuw bekijken en de NPO neemt tijdelijk uitzendingen voor moslims, zoals rond het suikerfeest, waar. Tijdens de herhaalde beoordelingen van de licentieaanvragen van Vereniging Samenwerkende Islamitische Koepel (SIK), de Stichting Academica Islamica (SAI), de Stichting Samenwerkende Moslim Organisatie Nederland (SMON) en de Stichting Moslimomroep (SMO) oordeelde het Commissariaat voor de Media dat de organisatie niet voldoende wisten aan te tonen hoeveel leden zij vertegenwoordigen. Kort daarop ging de Stichting Academica Islamica failliet. De Raad van State oordeelde dat het commissariaat correct heeft gehandeld door de licentie in te trekken, maar de aanvraag opnieuw dient te behandelen.
De moslimzendtijd zou voor de erkenningsperiode tot eind 2015 niet meer ingevuld worden en programma's op moslims gericht werden door de NPS gemaakt. In april 2013 kreeg de Stichting Zendtijd Moslims (SZM) een licentie voor de resterende periode. In 2013 was besloten dat alle 2.42-omroepen verdwijnen per 1 januari 2016 en, aangezien de SZM geen aansluiting vond bij een andere omroep, worden de programma's gericht op moslims per die datum verzorgd door de NTR.